# Mondial de l'Automobile 2008

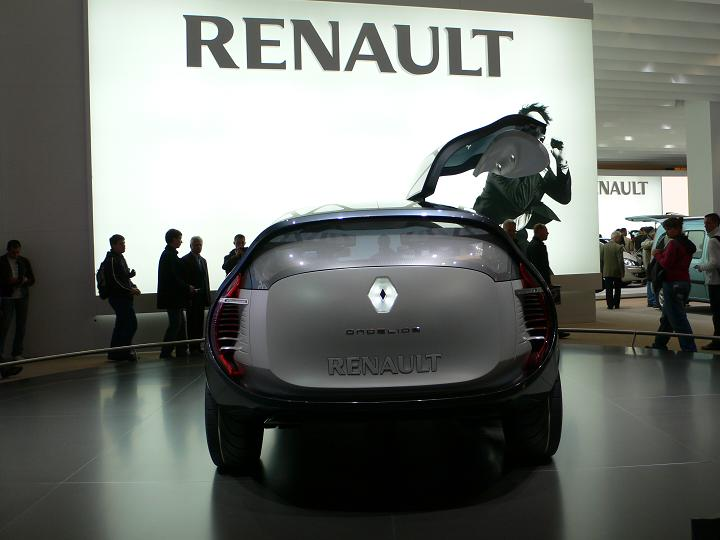
Protótipo Ondelios no pavilhão da Renault no Salão de Paris de 2008.

A edição de 2008 do Paris Motor Show em Paris ocorreu entre os dias 4 e 19 de outubro daquele ano, na Paris Expo Porte de Versailles.